# Vellozia froesii
Vellozia froesii är en enhjärtbladig växtart som beskrevs av Lyman Bradford Smith. Vellozia froesii ingår i släktet Vellozia och familjen Velloziaceae. Inga underarter finns listade.